# Cyrtodactylus chanhomeae
Cyrtodactylus chanhomeae är en ödleart som beskrevs av  Rudolf Bauer SUMONTHA och PAUWELS 2003. Cyrtodactylus chanhomeae ingår i släktet Cyrtodactylus och familjen geckoödlor. Inga underarter finns listade i Catalogue of Life.